# Fong Chew Yen
Fong Chew Yen (* 26. November 1981) ist eine malaysische Badmintonspielerin.

## Karriere
Fong Chew Yen gewann in der Saison 2006/2007 Silber bei den malaysischen Einzelmeisterschaften im Damendoppel mit See Phui Leng. Ein Jahr später siegte sie in der gleichen Disziplin gemeinsam mit Mooi Hing Yau. Bei den Weltmeisterschaften 2007 und 2009 schieden beide im gemeinsamen Doppel jeweils in der zweiten Runde aus. Schon 2006 hatte Fong Chew Yen sowohl im Doppel als auch im Mixed die zweite Runde nicht überstanden.

## Sportliche Erfolge
| Saison    | Veranstaltung                   | Disziplin   | Platz | Name                          |
| --------- | ------------------------------- | ----------- | ----- | ----------------------------- |
| 2005      | Malaysia International          | Mixed       | 1     | Gan Teik Chai / Fong Chew Yen |
| 2006/2007 | Malaysia: Einzelmeisterschaften | Damendoppel | 2     | Fong Chew Yen / See Phui Leng |
| 2007      | Weltmeisterschaft               | Damendoppel | 17    | Mooi Hing Yau / Fong Chew Yen |
| 2007/2008 | Malaysia: Einzelmeisterschaften | Damendoppel | 1     | Mooi Hing Yau / Fong Chew Yen |
| 2008      | Malaysia Super Series           | Damendoppel | 9     | Mooi Hing Yau / Fong Chew Yen |
| 2008      | Penang Open                     | Damendoppel | 1     | Mooi Hing Yau / Fong Chew Yen |
| 2009      | Weltmeisterschaft               | Damendoppel | 17    | Mooi Hing Yau / Fong Chew Yen |